# Käyser Airstrip
Käyser Airstrip (ICAO: SMKE) is een landingsstrook in het zuidwesten van het Surinaamse district Sipaliwini. De landingsbaan is aangelegd in het kader van Operation Grasshopper en is gelegen aan de Zuidrivier (zijtak van de Lucie) bij de Zuidrivier aan de voet van het Käysergebergte, dat vernoemd is naar de ontdekkingsreiziger Conrad Carel Käyser. In juli 1959 begon onder leiding van dr. D.C. Geijskes een expeditie ter voorbereiding van de aan te leggen vliegvelden bij de Coeroenie en het Käysergebergte. In december 1960 werd Käyser voor het openbaar vliegverkeer opengesteld.